# Шатле сир Сормон
Шатле сир Сормон (фр. Châtelet-sur-Sormonne) насеље је и општина у североисточној Француској у региону Шампањ-Арден, у департману Ардени која припада префектури Шарлвил Мезјер.
По подацима из 2011. године у општини је живело 168 становника, а густина насељености је износила 17,06 становника/km². Општина се простире на површини од 9,85 km². Налази се на средњој надморској висини од 185 метара.

## Демографија
| 1962. | 1968. | 1975. | 1982. | 1990. | 1999. | 2011. |
| ----- | ----- | ----- | ----- | ----- | ----- | ----- |
| 177   | 187   | 148   | 163   | 200   | 195   | 168   |

График промене броја становника у току последњих година